# Cumul des mandats
Le cumul des mandats est une pratique en vertu de laquelle une personnalité politique exerce plusieurs mandats électifs.

## Types
On distingue plusieurs types de cumul :
- le cumul horizontal désigne l’exercice simultané de mandats ou fonctions politiques différentes exercées à un même niveau (national ou local). Exemple : l'exercice concomitant d'un mandat de conseiller local avec une fonction d’exécutif local.
- le cumul vertical désigne l’exercice simultané de mandats ou fonctions politiques sur plusieurs niveaux (national et local). Exemple : l'exercice concomitant d'une fonction gouvernementale ou d’un mandat parlementaire avec un mandat de conseiller ou d’exécutif local.
- le cumul dans le temps désigne l'exercice durable de mandats ou fonctions politiques différentes. Exemple : l'exercice d'un mandat municipal sur trente ans : c'est le cas de maires élus cinq fois de suite. En France, 239 maires briguaient un troisième mandat ou plus à partir de mars 2015.

## Situation par pays
La pratique du cumul des mandats donne lieu à un débat récurrent, opposant les arguments les plus divers en faveur de son maintien, de son aménagement, voire de sa suppression. Laurent Bach, économiste à la Stockholm School of Economics, s'est penché sur le problème afin d'étudier l'impact - positif ou négatif - de ce phénomène. Selon lui, la France connaît un système électoral similaire à celui des États-Unis, dans la mesure où les partis politiques comptent assez peu et où les élections sont très personnalisées. Toutefois, les États-Unis ont imposé, dès le début du XXe siècle, le non-cumul des mandats dans le temps, en même temps que les primaires et les référendums d'initiative populaire.
Ainsi, la Belgique est, avec la France, l’un des pays où le taux de cumul politique est le plus élevé, alors que cette pratique est interdite aux États-Unis et marginale en Italie ou en Grande-Bretagne.[réf. nécessaire]
Bien que pratiqué au Canada au début de la confédération, plusieurs députés provinciaux étant alors également le représentant de leur circonscription au niveau fédéral, cette pratique est désormais interdite à tous les niveaux au Canada. Ainsi, lorsque Denis Coderre, alors député fédéral, se lança dans la course à la mairie de Montréal, il démissionna de son poste de député avant le lancement de sa campagne.